# Cloruro de potasio (uso médico)
El cloruro de potasio se usa como un medicamento para tratar y prevenir el potasio bajo en la sangre. El bajo nivel de potasio en la sangre puede ocurrir debido a vómitos, diarrea o ciertos medicamentos. La versión concentrada debe diluirse antes de su uso. Se administra por inyección lenta en una vena o por vía oral.
Los efectos secundarios pueden incluir problemas cardíacos si se administra demasiado rápidamente mediante inyección en una vena. Por vía oral, puede provocar dolor abdominal, úlcera péptica o hemorragia gastrointestinal. Se recomienda un mayor cuidado en las personas con problemas renales. Mientras no se produzca una concentración elevada de potasio en la sangre, se cree que el uso durante el embarazo o la lactancia es seguro para el bebé. En general, la potencia de la formulación para inyección en una vena no debe ser superior a 40 mmol/l (3 g/l).
El cloruro de potasio entró en uso comercial a gran escala como fertilizante en 1861 y se ha usado médicamente desde los años cincuenta. Está en la Lista de medicamentos esenciales de la Organización Mundial de la Salud, los medicamentos más efectivos y seguros que se necesitan en un sistema de salud. El cloruro de potasio está disponible como un medicamento genérico. El costo mayorista en el mundo en desarrollo es de aproximadamente US$0,44 por 10 ml de solución al 10%. En el Reino Unido, 10 ml de solución al 15% le cuestan al NHS aproximadamente £0,48. En 2016, fue la 33ª medicación más recetada en los Estados Unidos con más de 22 millones de recetas.

## Uso médico
El cloruro de potasio se usa en el tratamiento de la hipopotasemia como un repletador de electrolitos. Con un peso molecular de aproximadamente 75 y una valencia de 1, el uso de KCl para electrolitos hace de 75 mg el equivalente a 1 mEq. 
Algunos procedimientos de cirugía cardíaca no se pueden llevar a cabo con el corazón latiendo. Para estos procedimientos, el equipo quirúrgico hará una derivación del corazón con una máquina cardiopulmonar e inyectará cloruro de potasio en el músculo cardíaco para detener el latido cardíaco. 

## Efectos secundarios
Los efectos secundarios pueden incluir molestias gastrointestinales, como náuseas y vómitos, diarrea y sangrado del tracto digestivo. 
Las sobredosis causan hiperpotasemia, que puede causar parestesia, bloqueos de la conducción cardíaca, fibrilación, arritmias y esclerosis. Debido al peligro de hiperpotasemia, la FDA de los EE. UU. limita la cantidad de suplementos de potasio a 99 mg (alrededor de 1,3 mEq) al tiempo que recomienda una ingesta diaria de adultos de 4700 mg (alrededor de 63 mEq).

## Historia
Slow-K es un desarrollo de la década de 1950 en el que el medicamento está formulado para ingresar al torrente sanguíneo en intervalos separados. Primero fue prescrito a las fuerzas militares británicas para equilibrar sus dietas mientras servían en Corea.

## Sociedad

### Nombres de marca
Las marcas comerciales incluyen K-Dur, Klor-Con, Micro-K, Slow-K, Sando-K y Kaon Cl, la mayoría de los cuales son medicamentos de liberación prolongada por vía oral. 

### Inyección letal
Las sobredosis de cloruro de potasio han llevado a su uso en inyección letal, como el tercero de una combinación de tres fármacos. Además, KCl se usa (aunque rara vez) en inyecciones fetales intracardíacas en abortos inducidos en el segundo y tercer trimestre. La máquina de thanatron de Jack Kevorkian inyectó una dosis letal de cloruro de potasio en el paciente, lo que provocó que el corazón dejara de funcionar, después de que se logró un coma inducido por tiopentato de sódico.
El paro cardíaco inducido por potasio se ha utilizado en asesinatos políticos en Irán, mediante inyección o mediante la inserción de un supositorio de potasio en el recto de la víctima.